# Djúpivogur

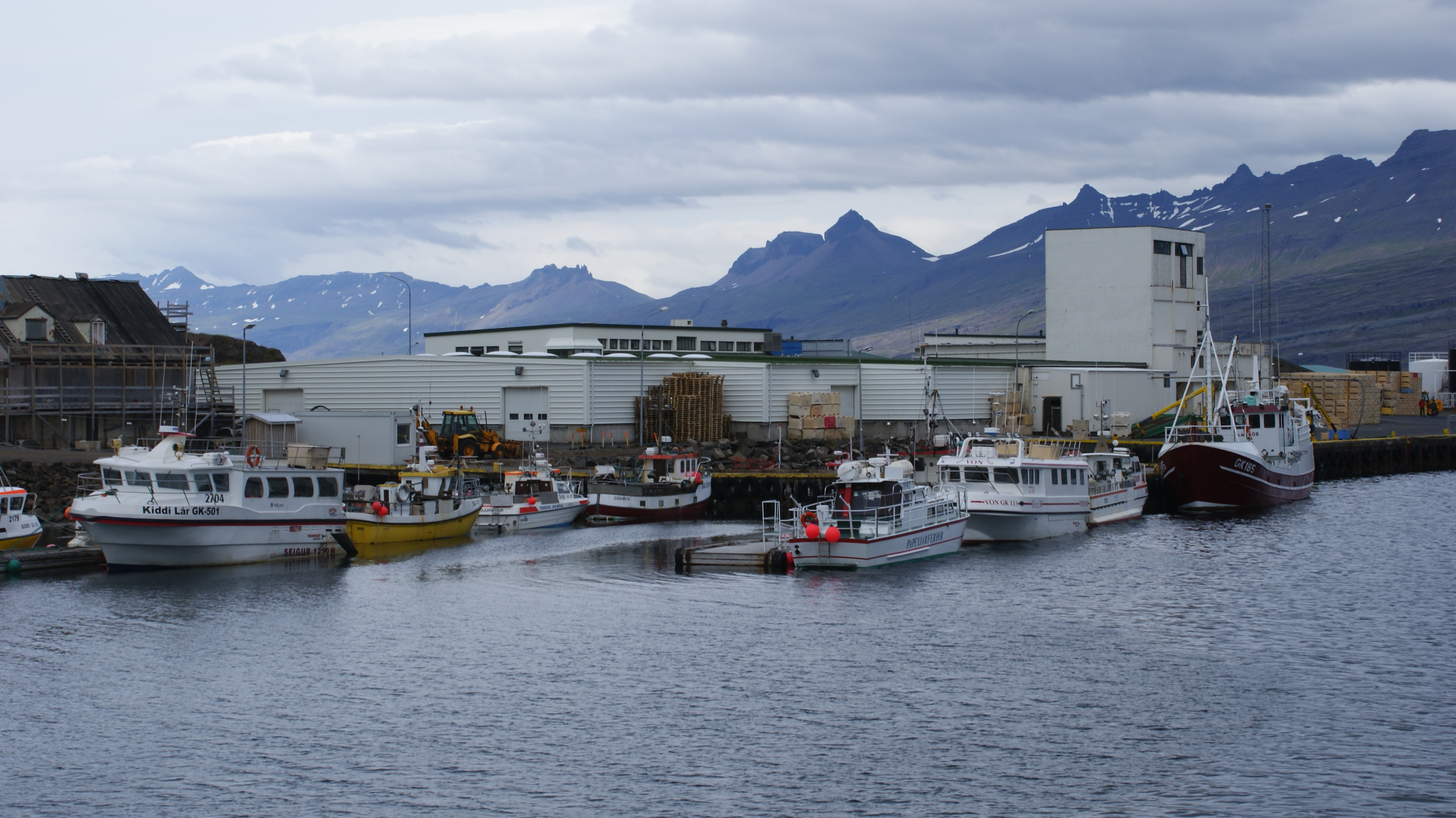
Vista de Djúpivogur

Djúpivogur és una petita població i municipi (Djúpavogshreppur) situada en una península a l'est d'Islàndia, prop de l'illa de Papey i del fiord Berufjörður.
L'any 2011 tenia 352 habitants.

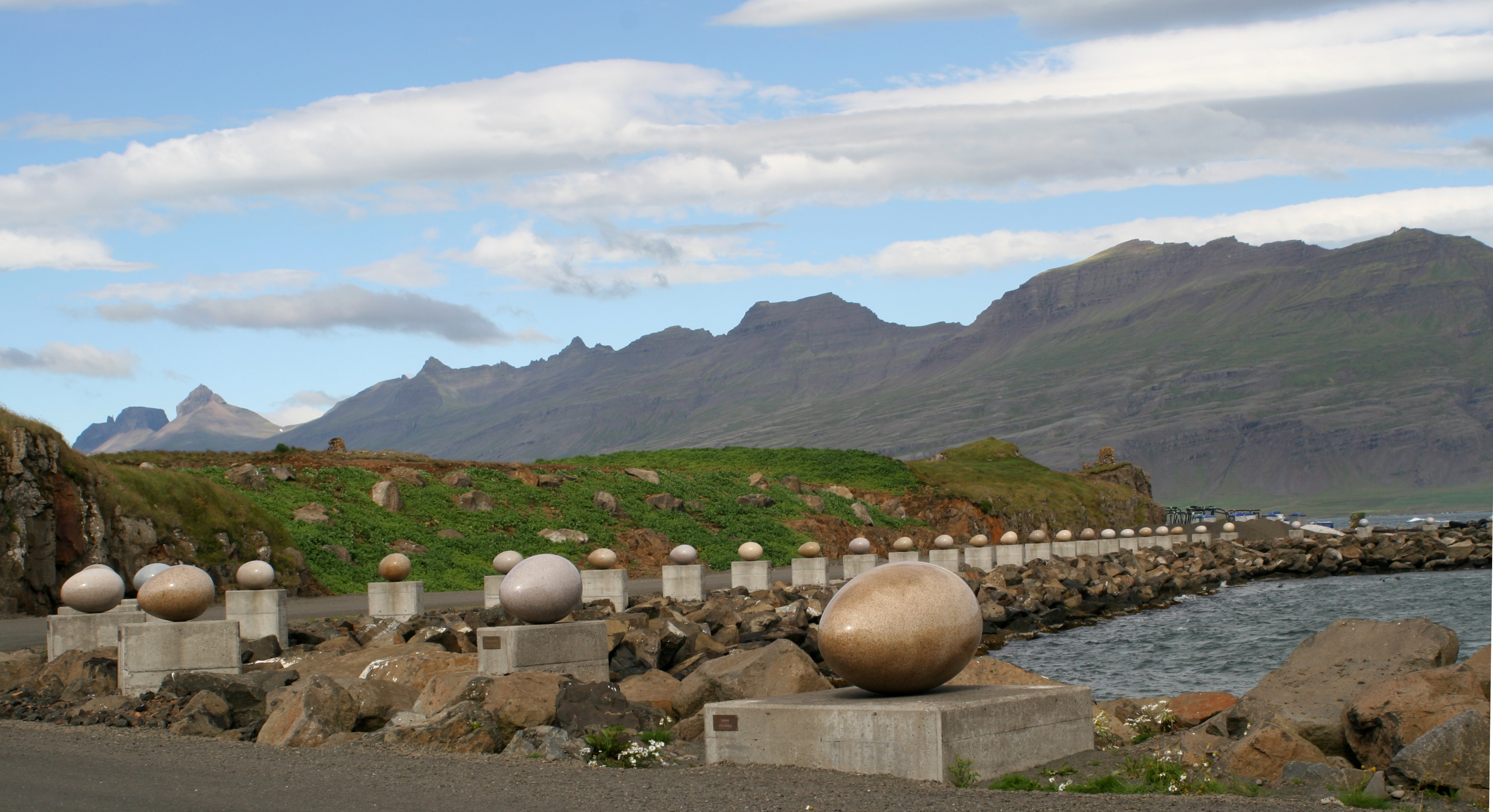
Escultura a Eggin í Gleðivík

Aquesta població és famosa dins d'Islàndia per haver enregistrat la temperatura més alta d'Islàndia, 30,5 °C el juny de 1939.